# Jim (geslacht)
Jim is een geslacht van hooiwagens uit de familie Escadabiidae.
De wetenschappelijke naam Jim is voor het eerst geldig gepubliceerd door H. E. M. Soares in 1979. 

## Soorten
Jim is monotypisch en omvat slechts de volgende soort:
- Jim benignus